# Graanvrucht

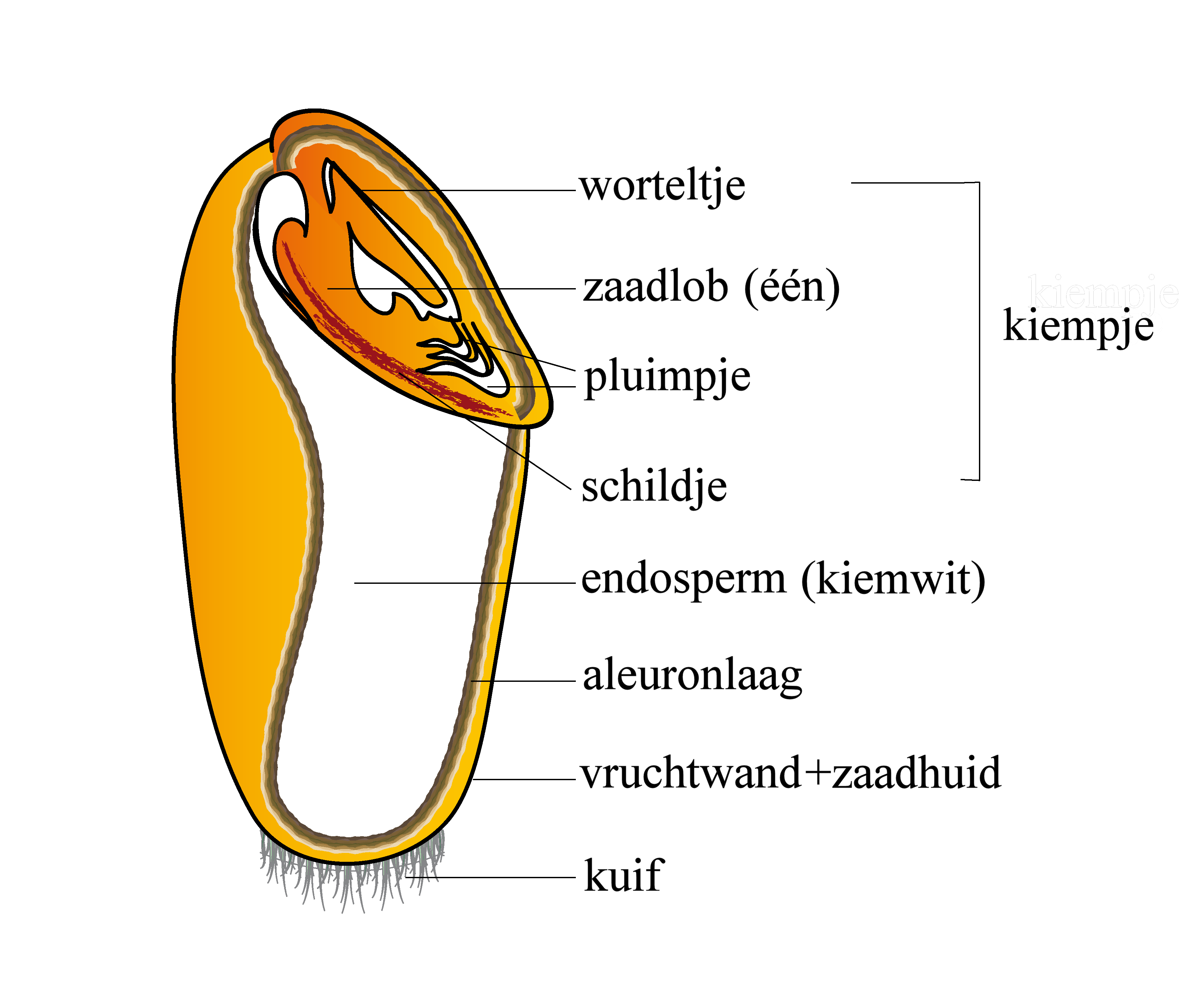
Tarwekorrel

Een graanvrucht (graankorrel) is een vrucht waarbij de vruchtwand met de zaadhuid en de zaadkern is vergroeid. Soms, zoals bij gerst, spelt, rijst en timoteegras, ook nog verder vergroeid met de omhullende kafjes. De term "graszaad" wordt gewoonlijk gebruikt voor de graanvrucht, samen met de omhullende kafjes. Granen zoals gerst, spelt en rijst moeten dan ook in een pelmolen gepeld worden om de kafjes van de vrucht (dus niet het zaad) te scheiden.

## Zie ook

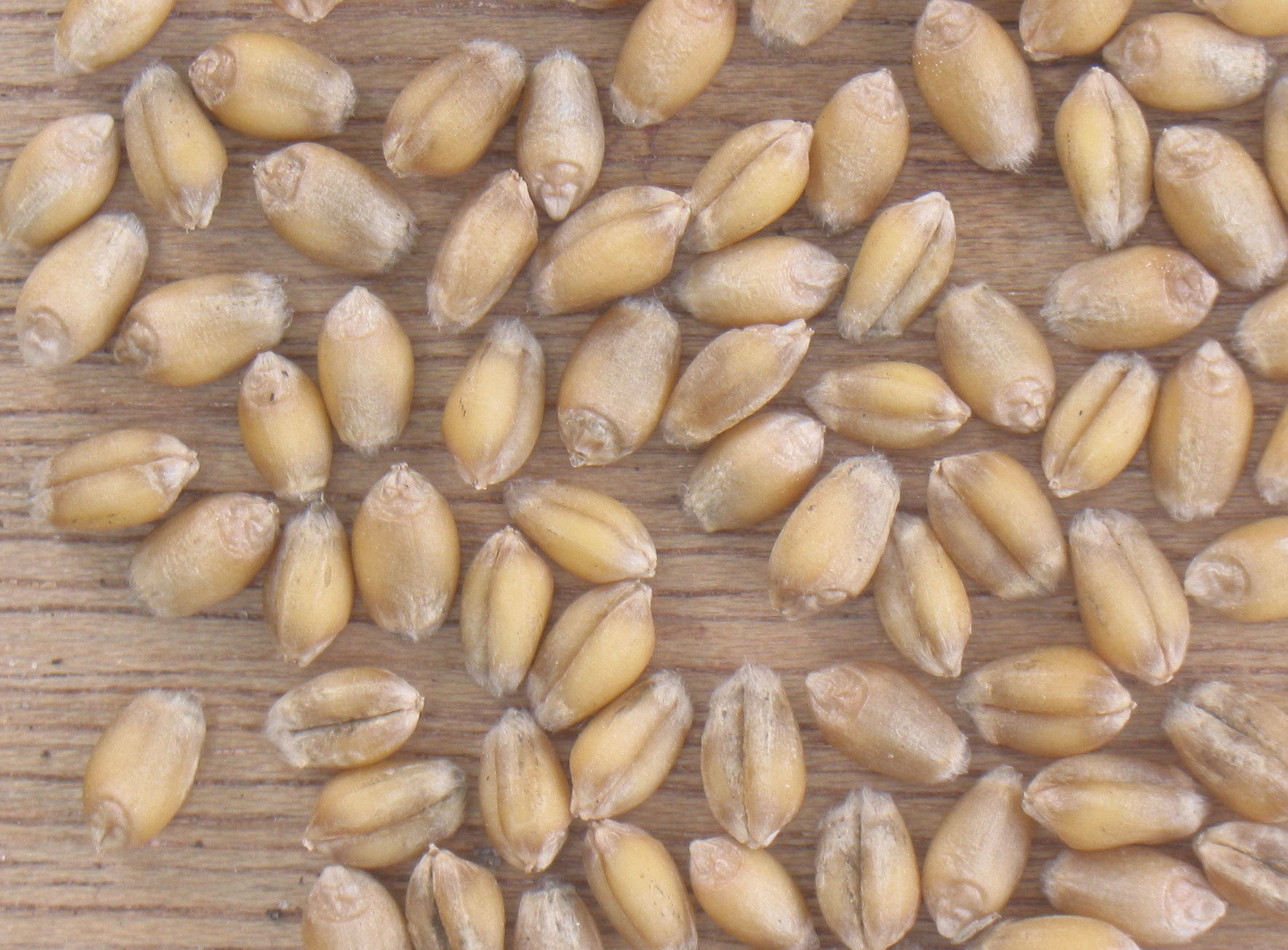
Graanvrucht zonder kafjes van gewone tarwe
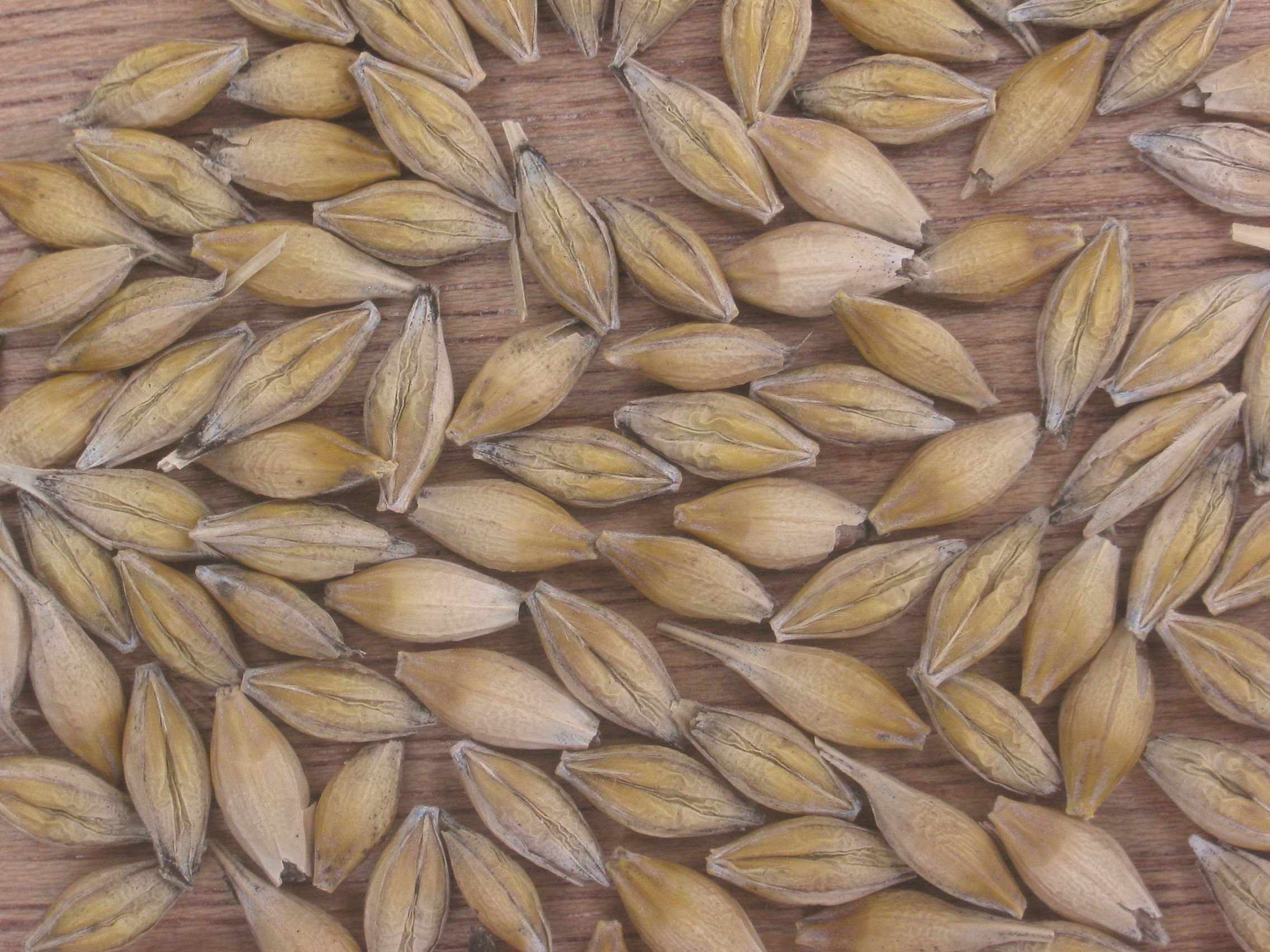
Graanvrucht met kafjes van gerst
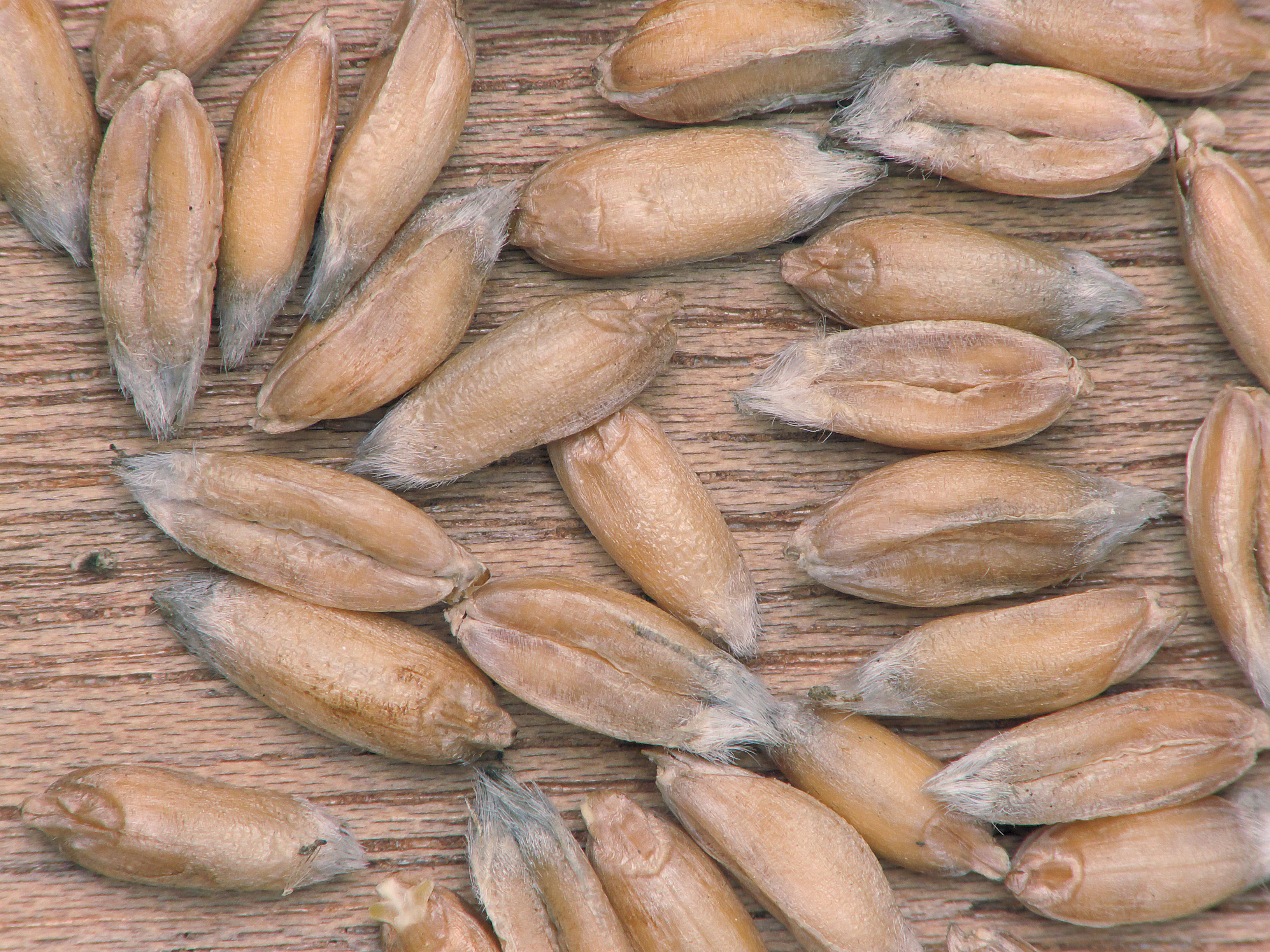
Graanvrucht van gepelde spelt
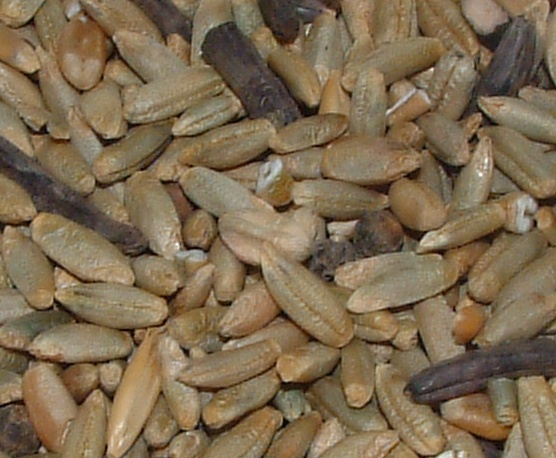
Graanvrucht van rogge
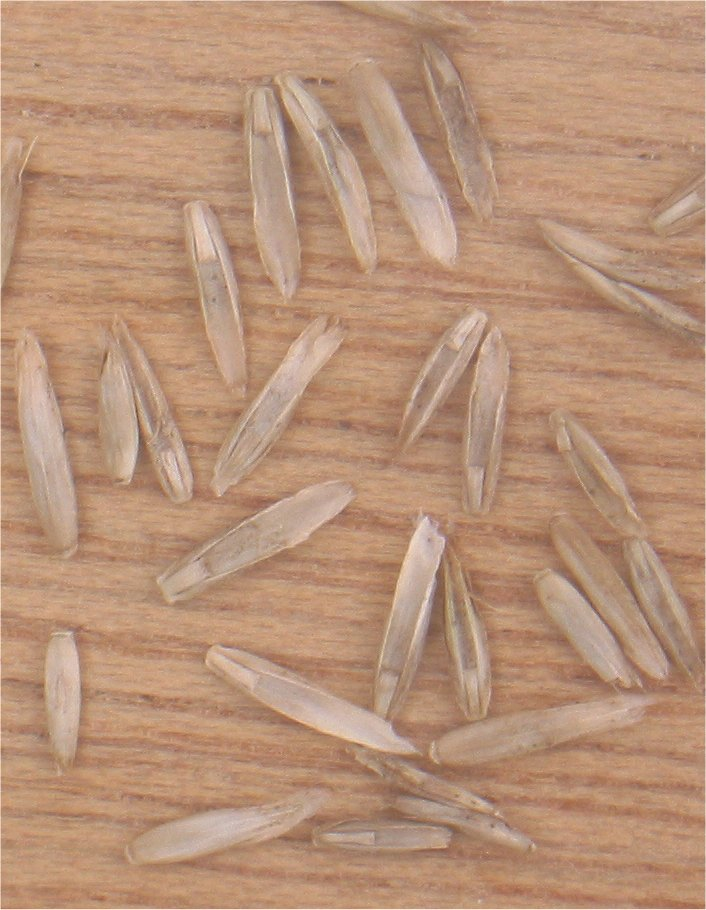
Graanvrucht met kafjes van Engels raaigras
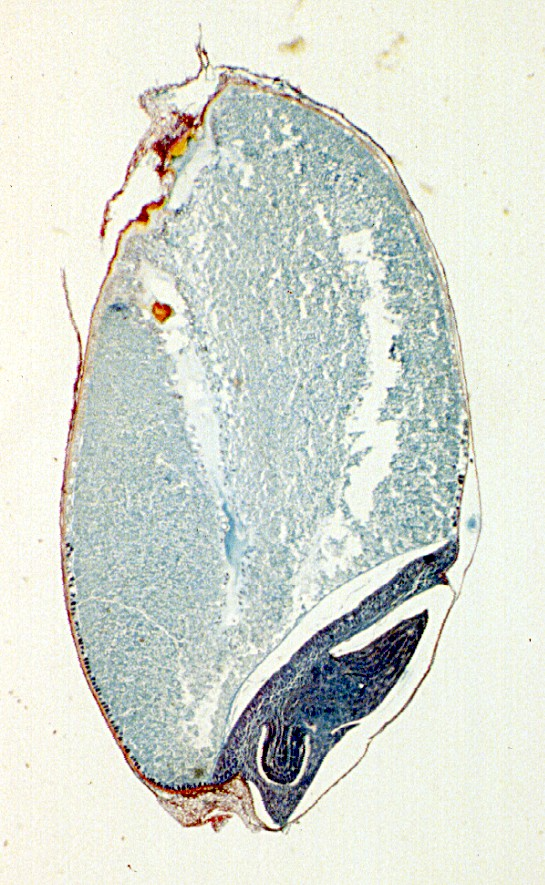
Lengtedoorsnede tarwekorrel onder een lichtmicroscoop
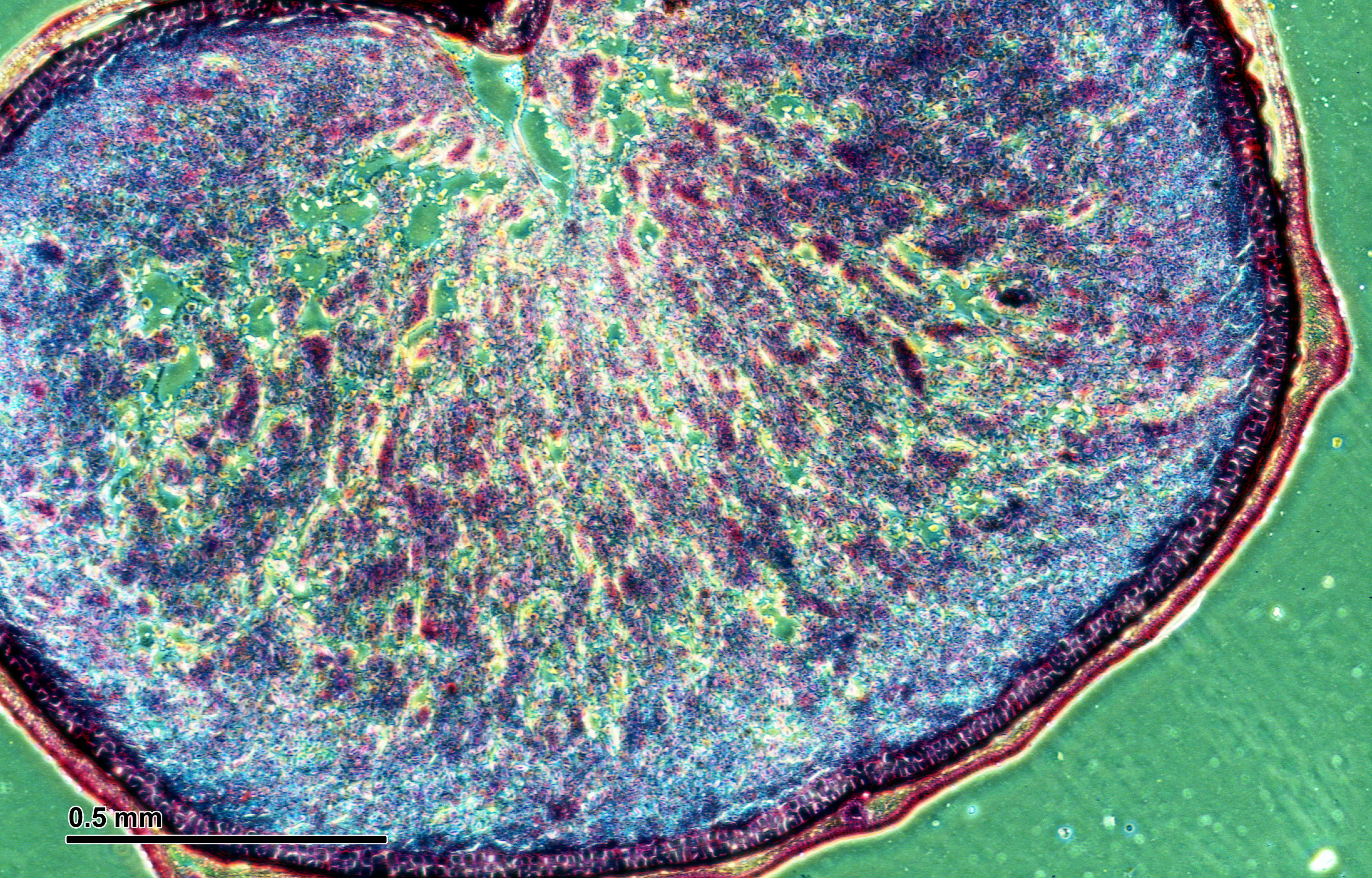
Dwarsdoorsnede graanvrucht onder een fasecontrastmicroscoop